# Brekendorf
Brekendorf (plattdeutsch Brekendörp, dänisch Brekentorp) ist eine Gemeinde im Kreis Rendsburg-Eckernförde in Schleswig-Holstein.

## Geografie

### Geografische Lage
Das Gemeindegebiet von Brekendorf erstreckt sich im Norden der naturräumlichen Haupteinheit Schwansen, Dänischer Wohld (und Amt Hütten) (Nr. 701) in den Hüttener Bergen etwa elf Kilometer südlich von Schleswig und fünfzehn Kilometer nördlich von Rendsburg am Rammsee. Westlich des Dorfes erstreckt sich das Bett der Brekendorfer Au, die über die Mühlenau in Owschlag den Einzugsbereich der Sorge nach Norden hin erweitert.

### Gemeindegliederung
Lehmberg, Tirol, Saar, Grevensberg, Moor, Trollbek, Hammer, Nordholz, Westerholz, Lehmrade, Holzhof und Jettmark liegen im Gemeindegebiet.

### Nachbargemeinden
Unmittelbar angrenzende Gemeindegebiete von Brekendorf sind:
|          | Lottorf, Selk, Geltorf                      | Hummelfeld |
|          | Kompassrose, die auf Nachbargemeinden zeigt | Ascheffel  |
| Owschlag | Ahlefeld-Bistensee (Ortsteil Ahlefeld)      |            |

### Geologie
Die Geologie des Gemeindegebiets ist geprägt von dem Naturraumübergang eines nur schwach reliefierten Bereichs der Niederen Geest (auch Vorgeest genannt) im Westen und dem sich östlich daran anschließenden, im direkten Vergleich zum zuvor genannten Landschaftsraum stark reliefierten Geländebereich der Hüttener Berge. Letztere sind gekennzeichnet als Endmoränen, die während des Weichsel-Glazials hier abgelagert wurden. Mit seinem Gipfel auf der Höhenlage von 105,7 Metern über Normalhöhennull ist der Scheelsberg eine der höchsten Erhebungen im Landesteil Schleswig. Ein weiterer Gipfel im Gemeindegebiet ist der Heidberg, der als Naturdenkmal geschützt ist.

### Landschaft
Im Gemeindegebiet liegt der Brekendorfer Forst. Er ist Bestandteil des Landesbetriebs Schleswig-Holsteinische Landesforsten und umschließt den als Toteisloch im Eiszeitalter entstandenen Rammsee. Ein Teil des Brekendorfer Forstes gehört zum NATURA 2000-Schutzgebiet FFH-Gebiet Wälder der Hüttener Berge.
Im Westteil liegt das Brekendorfer Moor und das sich von Owschlag bis hier hinein erstreckende Westermoor etwas südlich davon.

## Geschichte
Brekendorf wurde erstmals 1196 erwähnt (Dipl. dan.). Der Name bedeutet Dorf des *Breke, wahrscheinlich einer Entsprechung zu althochdt. Brachio, eine Namensform zu got. brahw augins (≈Blick in die Augen). In Hinblick auf das k liegt jedoch eine Entsprechung zu got. brakja für Ringkampf näher. Zum Vergleich geht das nördlich liegende Brekenrude auf den Pflanzennamen dän. bregne für Farnkraut zurück.
Bei Ausgrabungen im Gemeindegebiet wurde eine Zierscheibe aus Bronze gefunden, die wohl um 800 v. Chr. hergestellt wurde.
Im Gemeindegebiet abgebaute Steine wurden unter anderem zur Uferbefestigung des Nord-Ostsee-Kanals und zum Bau des Hindenburgdamms, der Sylt mit dem Festland verbindet, genutzt.

## Politik

### Gemeindevertretung
Bei der Kommunalwahl am 14. Mai 2023 wurden insgesamt elf Sitze vergeben. Die Unabhängige Wählergemeinschaft Brekendorf erhielt fünf Sitze, die CDU erhielt vier Sitze und die SPD erhielt zwei Sitze.

### Wappen
Blasonierung: „Von Gold und Blau im Dreibergschnitt geteilt. Oben eine Ameise, unten eine kreisrunde ornamentierte Zierscheibe in verwechselten Farben.“
Das Wappen wurde anlässlich des 800-jährigen Jubiläums der Gemeinde 1996 genehmigt. Die Ameise bezieht sich auf die Volkssage, dass der Ort aufgrund einer Ameisenplage abgerissen und an anderer Stelle wieder aufgebaut wurde, die auch den Ortsnamen erklären soll: afbreken ist das niederdeutsche Wort für abbrechen. Der Dreiberg symbolisiert die Lage des Ortes am Rande der Hüttener Berge. Die Zierscheibe stellt einen Fund bei Ausgrabungen im Gemeindegebiet dar. Die Scheibe wurde wohl um 800 v. Chr. hergestellt. Die Tingierung entspricht den Farben des Landesteils Schleswig, in dem die Gemeinde liegt.

## Wirtschaft

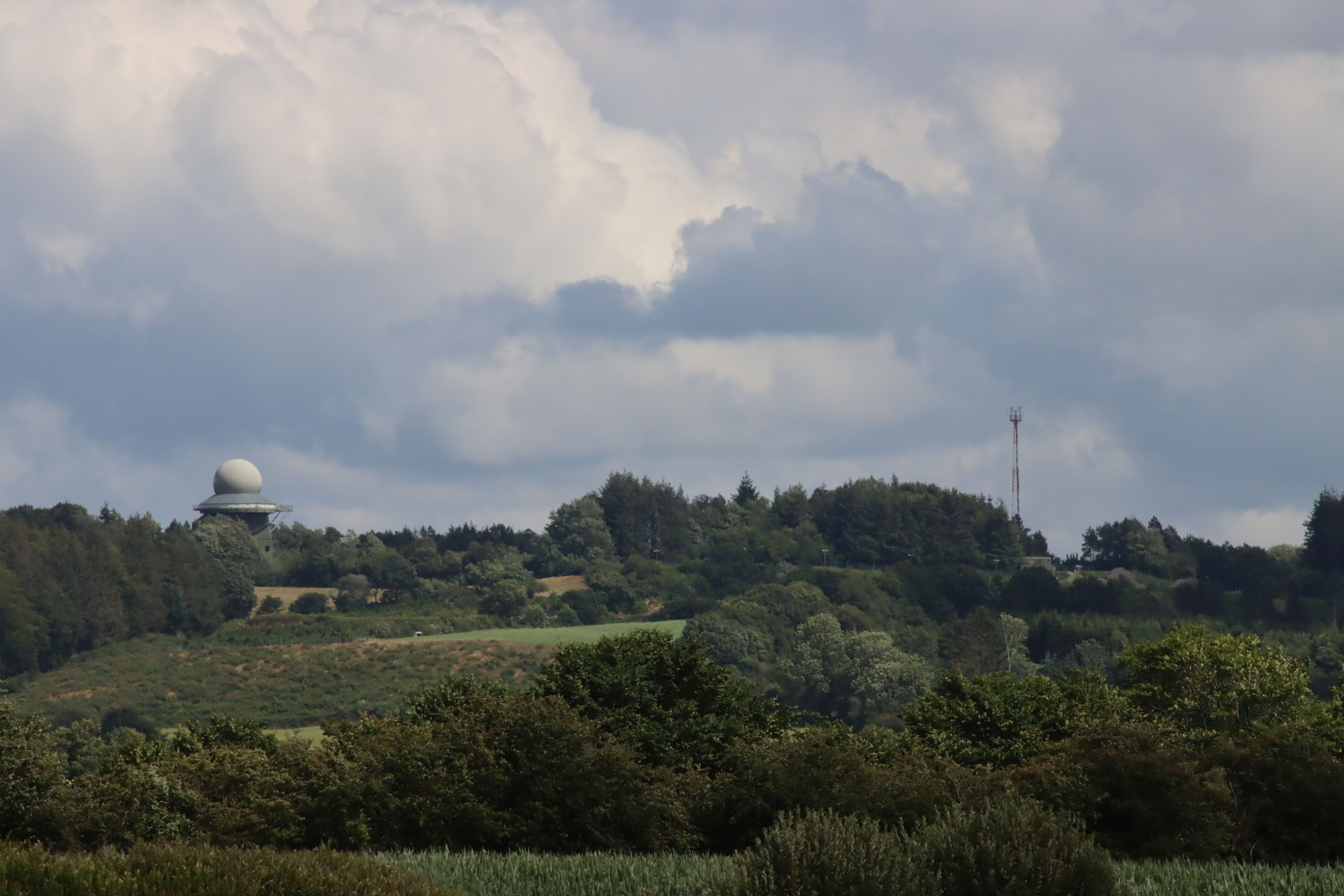
Radarstellung der Bundeswehr

Brekendorf ist ein Bundeswehrstandort. Hier ist ein Teil des Abgesetzten Technischen Zugs 245 der Luftwaffe stationiert und betreibt ein Phased-Array Radarsystem des Typs GM 406F zur Luftverteidigung.
Daneben bieten primär die Urproduktion der Landwirtschaft sowie der Tourismus wichtige Einkommensquellen für Unternehmen. Ergänzend sind einige Kiesgruben und ein Betonwerk im Ort vorhanden.
Viele Einwohner sind aber auch Pendler, die in Rendsburg, Schleswig oder Eckernförde arbeiten.

## Verkehr
Durch das westliche Gemeindegebiet von Brekendorf führt die Bundesautobahn 7. Der Ort ist an der Anschlussstelle Owschlag (Nr. 7) an das Fernstraßennetz angebunden. Der Autobahnabschnitt zwischen den Anschlussstellen Schleswig/Jagel und Owschlag weist zwischen den Autobahn-Rastplätzen Lottorf (Richtungsfahrbahn Nord) und Brekendorfer Moor (Richtungsfahrbahn Süd) eine Besonderheit auf – er ist als Autobahn-Behelfsflugplatz ausgebaut.
Im motorisierten Individualverkehr wird die Dorflage auf der östlich parallel verlaufenden  Kreisstraße 76 erreicht. Sie zweigt wenige hundert Meter weiter südlich im benachbarten Gemeindegebiet von Owschlag von der schleswig-holsteinischen Landesstraße 265 ab. Die Richtungsfahrbahn Nord schließt direkt an der Kreisstraße an.

## Persönlichkeiten
- Claus Mansfeld (* 1902 in Brekendorf; † 1973 in Berlin), Generalmajor der Volkspolizei der DDR